# 1957-es bajnokcsapatok Európa-kupája-döntő
Az 1956–1957-es bajnokcsapatok Európa-kupája (BEK) döntőjét 1957. május 30-án rendezték a madridi Santiago Bernabéu stadionban. Az összecsapást a címvédő Real Madrid nyerte, miután Alfredo Di Stéfano és Francisco Gento góljaival 2–0-ra legyőzte az olasz Fiorentina együttesét.

## Mérkőzésadatok
| 1957. május 30. |

| Real Madrid                         | 2–0               | Fiorentina |
| ----------------------------------- | ----------------- | ---------- |
| Di Stéfano 69' (11-esből) Gento 75' | (0–0) Jegyzőkönyv |            |

| Santiago Bernabéu, Madrid Nézőszám: 120 000 Játékvezető: Horn ( Hollandia) |

| Real Madrid | Fiorentina |

| REAL MADRID:             |    |                    |
|                          |    |                    |
| K                        | 1  | Juan Alonso        |
| V                        | 2  | Manuel Torres      |
| V                        | 3  | Marquitos          |
| V                        | 4  | Rafael Lesmes      |
| V                        | 5  | Miguel Muñoz       |
| KP                       | 6  | José María Zárraga |
| KP                       | 7  | Raymond Kopa       |
| KP                       | 8  | Enrique Mateos     |
| KP                       | 9  | Alfredo Di Stéfano |
| CS                       | 10 | Héctor Rial        |
| CS                       | 11 | Francisco Gento    |
| Vezetőedző:              |    |                    |
| José Villalonga Llorente |    |                    |

| FIORENTINA:       |    |                  |
|                   |    |                  |
| K                 | 1  | Giuliano Sarti   |
| V                 | 2  | Ardico Magnini   |
| V                 | 3  | Alberto Orzan    |
| V                 | 4  | Sergio Cervato   |
| V                 | 5  | Aldo Scaramucci  |
| KP                | 6  | Armando Segato   |
| KP                | 7  | Julinho          |
| KP                | 8  | Guido Gratton    |
| KP                | 9  | Giuseppe Virgili |
| CS                | 10 | Miguel Montuori  |
| CS                | 11 | Claudio Bizzarri |
| Vezetőedző:       |    |                  |
| Fulvio Bernardini |    |                  |

| Az 1956–57-es bajnokcsapatok Európa-kupájának győztese |
| Real Madrid 2. cím                                     |
| ← 1955–56 Real Madrid                                  |
| Real Madrid 1957–58 →                                  |

## Lásd még
- 1956–1957-es bajnokcsapatok Európa-kupája

## Külső hivatkozások
- Az 1956–57-es BEK-szezon mérkőzéseinek adatai az rsssf.com (angolul)
- Az 1957-es BEK-döntő részletes ismertetése (angolul)